# St. Maria Magdalena (Rozogi)
Die St.-Maria-Magdalena-Kirche in Rozogi (deutsch Friedrichshof) ist ein neugotisches Bauwerk aus dem letzten Viertel des 19. Jahrhunderts. Bis 1977 war sie die evangelische Pfarrkirche für das ostpreußische Kirchspiel Friedrichshof und ist heute das Gotteshaus der römisch-katholischen Pfarrei Rozogi in der polnischen Woiwodschaft Ermland-Masuren.

## Geographische Lage
Rozogi liegt in der südlichen Mitte der Woiwodschaft Ermland-Masuren an den Landesstraßen DK 53 und DK 59. Die Kirche steht in der Dorfmitte westlich der Hauptstraße in Richtung Myszyniec.

## Kirchengebäude
Vier Jahre nach Entstehung des Orts Friedrichhowen wurde hier im Jahre 1649 eine evangelische Kirchengemeinde gegründet. Anfangs benutzte man zum Gottesdienst einen Schuppen. Im Jahre 1665 erbaute man eine Kirche, die jedoch 1700 abbrannte.

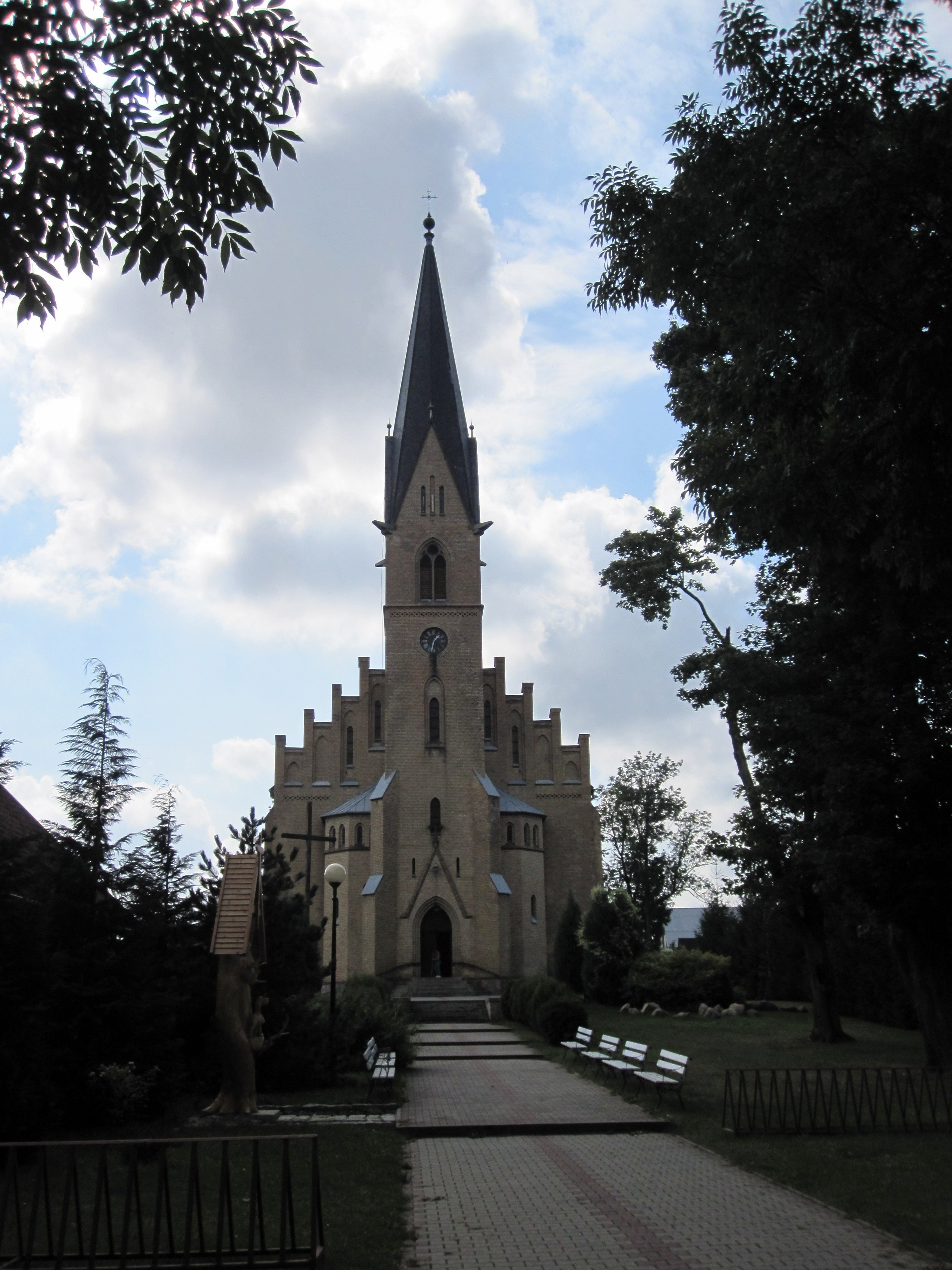
Aufgang zum Turmportal

Noch im selben Jahr wurde eine neue Kirche in Fachwerk mit Kirchturm errichtet. Altar und Kanzel waren in Schnitzwerk gefertigt, die Glocken 1706 und 1798 gegossen. 1842 erhielt die Kirche eine Orgel, die aber wohl schon 1844 an die Kirche Kurken (poln. Kurki) im Kreis Osterode in Ostpreußen abgegeben wurde.
Die Fachwerkkirche musste 1869 verlegt und der Turm wegen Baufälligkeit abgetragen werden.
Für den Bau der dritten Friedrichshofer Kirche wurde am 10. September 1882 der Grundstein gelegt. Sie konnte nach dreijähriger Bauzeit am 15. Dezember 1885 durch den ostpreußischen Generalsuperintendenten Gustav Carus mit dem Ortelsburger Superintendenten Karl August Bercio eingeweiht werden. Bei dieser bis heute vorhandenen Kirche handelt es sich um einen gelben Ziegelbau mit fünfseitiger Apsis. Der mit gotischen Formen versehene Bau hat einen schlanken Turm für ein aus drei Glocken bestehendes Geläut. Das Kirchenschiff und der Turm sind mit Schiefer gedeckt. In der Apsis, die mit halbkreisförmigem Backsteingewölbe bedeckt ist, befinden sich bunte Glasfenster, die den Hintergrund für den barocken Altar bilden. Dieser Altar mit dem Hauptbild der Kreuzigung Christi war ein Geschenk des Friedrichshofer Pfarrers Heinrich Surminski. Er wurde später der Kirche in Fürstenwalde (polnisch Księży Lasek), an der Surminski zuvor amtiert hatte, zum Geschenk gemacht. Die Kirche Friedrichshof erhielt einen neuen Altar mit der Darstellung der Auferstehung Jesu Christi im Hauptbild. Drei messingfarbene Kronleuchter, die das Innere der Kirche zierten, waren eine Stiftung zweier Familien aus dem Kirchspiel.

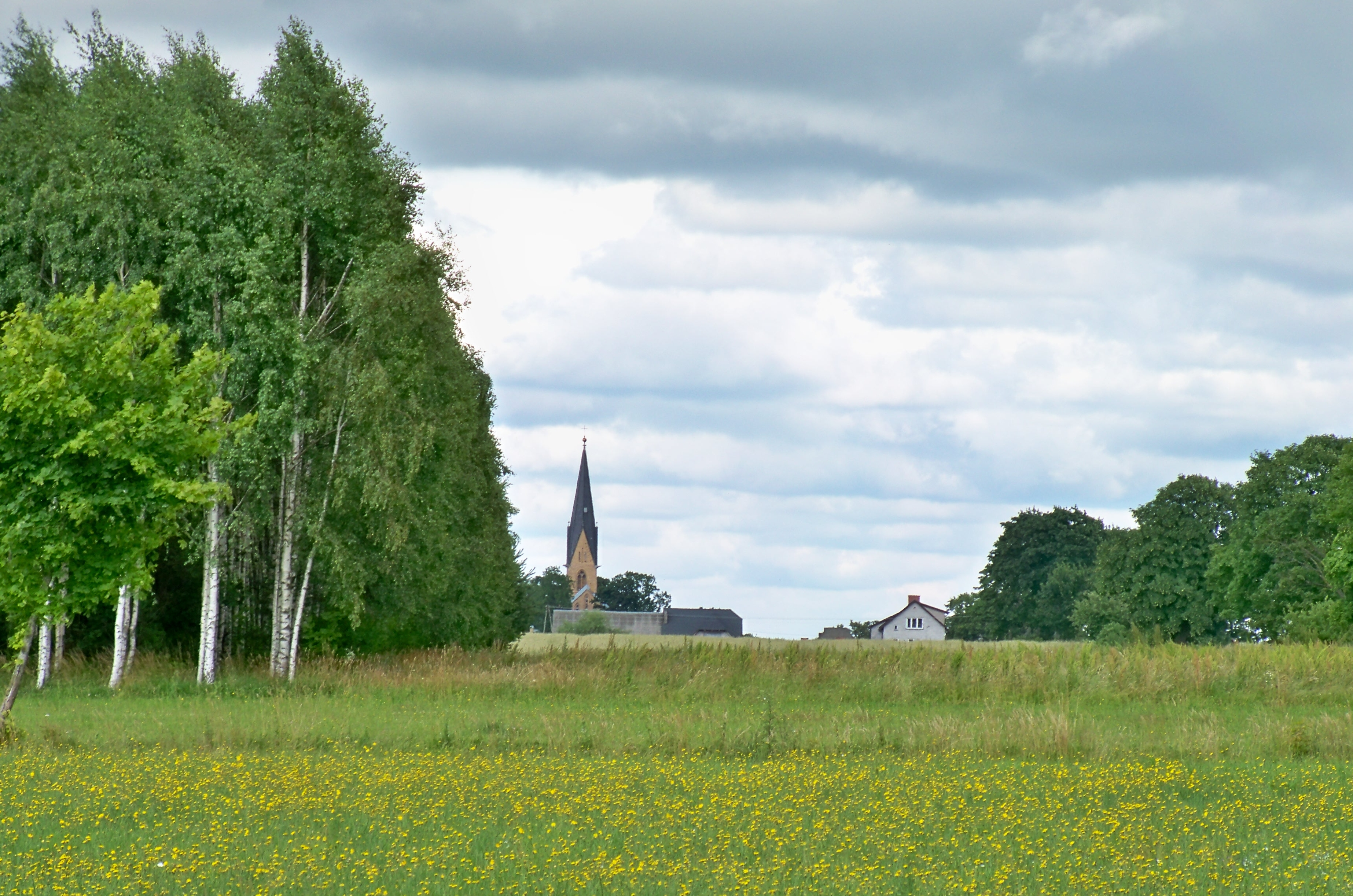
Blick auf Rozogi mit seiner Kirche

Bis 1977 befand sich das Gotteshaus im Eigentum der evangelischen Kirche. Danach wurde es der römisch-katholischen Gemeinde übereignet, die sich nach dem Krieg in dem nun Rozogi genannten Ort gebildet hat. Die Kirche wurde renoviert und in ihrer Ausstattung dem veränderten liturgischen Gebrauch angepasst. Sie trägt jetzt den Namen der Maria Magdalena.

## Kirchengemeinde

### Evangelisch

#### Kirchengeschichte
Zur Zeit der Dorfgründung von Friedrichowen gab es nur im nördlichen Teil des Amtes Ortelsburg Kirchen. Die evangelischen Einwohner im südlichen Teil mussten weite Wege zu den Kirchen in Aweyden (polnisch Nawiady), Ortelsburg (Szczytno), Rheinswein (Rańsk) bzw. Willenberg (Wielbark) in Kauf nehmen. Im Jahre 1649 ließ der Große Kurfürst den Befehl, für die Menschen im südlichen Ortelsburger Bereich in Friedrichowen eine Kirche zu bauen und einen Pfarrer einzusetzen. Die räumliche Ausdehnung des Kirchspiels in den Anfangsjahren war immens und wurde erst im Lauf der Jahre durch die Errichtung weiterer Kirchspiele verringert, obwohl die Zahl der Gemeindeglieder sich stets vergrößerte: 1817 zählte das Kirchspiel Friedrichshof 4932, 1824 bereits 6419 Menschen, und die Zählung im Jahre 1895 erbrachte 9612 evangelische, 937 katholische, 147 baptistische und 43 jüdische Einwohner.
Wenige Jahre nach Gründung der evangelischen Kirchengemeinde Friedrichshof wurde ein erster Pfarrer eingesetzt. Damals unterstand die Pfarre der Inspektion Rastenburg (polnisch Kętrzyn). Bereits 1864 wurden zusätzliche Hilfsprediger berufen, und ab 1923 sogar eine weitere Pfarrstelle errichtet.
Noch bis Ende des 19. Jahrhunderts wurden die Gottesdienste in deutscher und in polnischer Sprache gehalten. Im Jahre 1925 zählte das Kirchspiel Friedrichshof 7200 Gemeindeglieder, die in einem immer noch weitflächigen Gebiet mit mehr als zwanzig Orten wohnten. Bis 1945 gehörte die Kirche Friedrichshof zum Superintendenturbezirk Ortelsburg im gleichnamigen Kirchenkreis in der Kirchenprovinz Ostpreußen der Kirche der Altpreußischen Union.
Die kriegsbedingte Flucht und Vertreibung der einheimischen Bevölkerung in den Jahren 1945 bis 1950 war ein Aderlass für die evangelische Gemeinde. Sie zählte nur noch sehr wenige Gemeindeglieder. Zuziehende polnische Bürger waren fast ausnahmslos katholischer Konfession und beanspruchten das bisher evangelische Gotteshaus seit 1977 für sich. Die evangelischen Einwohner des jetzt „Rozogi“ genannten Dorfes orientieren sich heute zur Pfarrei in Szczytno in der Diözese Masuren der Evangelisch-Augsburgischen Kirche in Polen.

#### Kirchspielorte
Bis 1945 bildeten neben dem Pfarrort noch mehr als zwanzig Orte das Kirchspiel Friedrichshof.
| Deutscher Name                                      | Polnischer Name    |  | Deutscher Name                                   | Polnischer Name |  | Deutscher Name                        | Polnischer Name |
| --------------------------------------------------- | ------------------ |  | ------------------------------------------------ | --------------- |  | ------------------------------------- | --------------- |
| Adamsverdruß                                        | Szklarnia          |  | Kokosken 1938–1945: Kleinlindengrund             | Kokoszki        |  | Rehhof                                | Sarna           |
| * Alt Czayken 1938–1945: Alt Kiwitten               | Stare Czajki       |  | Kopitko 1938–1945: Langerdamm                    | Kopytko         |  | * Waldburg                            | Kowalik         |
| Birkenheide                                         | Brzózki            |  | * Kowallik 1928–1945: Waldburg                   | Kowalik         |  | * Willamowen 1932–1945: Wilhelmshof   | Wilamowo        |
| * Borken bei Farienen 1938–1945: Wildheide (Ostpr.) | Borki Rozowskie    |  | * Langenwalde                                    | Długi Borek     |  | Wujaken 1934–1945: Ohmswalde          | Wujaki          |
| * Farienen                                          | Faryny             |  | * Liebenberg                                     | Klon            |  | * Wysockigrund 1932–1945: Lindengrund | * Wysoki Grąd   |
| * Groß Blumenau                                     | Kwiatuszki Wielkie |  | Lipniak bei Farienen 1938–1945 Lindenheim        | Lipniak         |  | * Wystemp 1934–1945: Höhenwerder      | Występ          |
| * Groß Spalienen 1938–1945 Neuwiesen                | Spaliny Wielkie    |  | Lipniak bei Liebenberg 1938–1945 Friedrichshagen | Kilimany        |  | * Zawoyken 1934–1945: Lilienfelde     | Zawojki         |
| Klein Blumenau                                      | Kwiatuszki Małe    |  | Neu Czayken                                      | Nowe Czajki     |  | Zielonygrund 1933–1945: Schützengrund | Orzeszki        |

#### Pfarrer
An der Kirche Friedrichshof amtierten bis 1945 als evangelische Geistliche:
- Martin Grabowius, bis 1677
- Johann Fröhlich, 1687/1696
- Gutowski, Adam, 1686
- Raphael Skerle, 1690–1710
- Johann Schwartz, 1711–1718
- Andreas Madeicka, 1718–1723
- Andreas Tischer, 1723–1747
- Michael David, 1747–1760
- Johann Gregorovius, 1760–1794
- Ernst Ludwig Biehan, 1778–1798
- David Zielinski, 1799–1815
- Johann Simon Bolck, 1815–1820
- Bernhard Brachvogel, 1820–1837
- Ludwig Wilhelm von Gizycki, 1837–1846
- Friedrich Leopold Ollech, 1847
- Johann Skierlo, 1847–1862
- Heinrich Surminski, 1863–1882
- Johann Ludwig Mahraun, ab 1864
- August Friedrich Myckert, 1882–1910
- Paul Hensel, 1891–1893
- Robert Paul Sczesny, 1893–1895
- Georg Friedrich Foltin, 1895–1899
- Otto Friedrich Burdach, 1901–1902
- Max Myska, 1902–1903
- Eduard Bachor, 1903–1904
- Ernst August Ed. Sperling, ab 1905
- Richard Fischer, 1906–1908
- Bruno Albert Rathke, bis 1909
- Oskar Losch, 1909–1910
- Louis Oskar Franz Ehm, 1910–1926
- Helmut Lappoehn, 1922
- Johann Samuel B.K., 1923–1927
- Johannes Worm, 1926–1930
- Kurt Schalaster, 1928–1929
- Herbert Braun, 1930–1931
- Arnold Kreckow, 1931–1932
- Egon Bellmann, 1931–1945
- Bruno Schiemann, 1932
- Paul Czekay, 1932–1933

#### Kirchenbücher
Einige Kirchenbücher der Pfarre Friedrichshof sind erhalten. Sie werden aufbewahrt
- bei der Deutsche Zentralstelle für Genealogie in Leipzig: Taufen 1724 bis 1743 und 1834 bis 1863, Trauungen 1724 bis 1743, Begräbnisse 1724 bis 1743 und 1828 bis 1838
- beim Archiwum Państwowe w Olsztynie (Staatsarchiv in Allenstein): Taufen 1724 bis 1833, Trauungen 1760 bis 1814 und 1842 bis 1859, Begräbnisse 1765 bis 1838 und 1856 bis 1879.

### Römisch-katholisch

#### Pfarrgemeinde
In der südlichen Region des Amtes Ortelsburg lebten zur Zeit der Gründung einer evangelischen Kirche in Friedrichshof nur wenige Katholiken. Ihnen wurde bei ihrem sonntäglichen Kirchgang ein weiter Weg zugemutet: bis nach Ostrołęka bzw. Myszyniec. So traf man sich oftmals zu Gottesdiensten und Messfeiern in Privaträumen in verschiedenen Dörfern. Wirkliche Abhilfe wurde erst 1869 geschaffen, als in Liebenberg (polnisch Klon) ein katholisches Gotteshaus errichtet wurde. Liebenberg war bis 1945 in das Dekanat Masuren I (Sitz: Angerburg, polnisch Węgorzewo) im damaligen Bistum Ermland eingegliedert.
Nach 1945 erfolgte ein starker Zuzug polnischer Bürger meist römisch-katholischer Konfession nun auch nach Rozogi. Sie nutzten das evangelische Gotteshaus auch für ihre Gottesdienste und wurden 1977 Eigentümer des Kirchengebäudes. Am 29. Juni 1982 schließlich wurde hier eine eigene Pfarrei errichtet, die jetzt – wie auch die Pfarrei in Klon – dem Dekanat Rozogi zugeordnet ist, das zum jetzigen Erzbistum Ermland gehört.

#### Dekanat Rozogi
Zum Dekanat Rozogi im Erzbistum Ermland gehören acht Pfarreien:
| Polnischer Name                              | Deutscher Name                                        |
| -------------------------------------------- | ----------------------------------------------------- |
| Faryny                                       | Farienen                                              |
| Gawrzyjałki                                  | Gawrzialken 1928–1945: Wilhelmsthal                   |
| Klon                                         | Liebenberg                                            |
| Lesiny Wielkie mit Filialkirche Księży Lasek | Groß Leschienen mit Fürstenwalde                      |
| Lipowiec                                     | Lipowitz 1936–1945: Lindenort                         |
| Rozogi                                       | Friedrichshof                                         |
| Spychowo 1945–1960: Pupy                     | Puppen                                                |
| Świętajno mit Filialkirche Jerutki           | Schwentainen 1938–1945: Altkirchen mit Klein Jerutten |